# Monica Bergman
Monica  Bergman, född 14 augusti 1951, är en tidigare svensk handbollsspelare som spelade för IK Bolton och svenska damlandslaget.

## Klubblagskarriär
Monika Bergman började spela handboll 1964 i Örby IS. Hon lämnade klubben efter några år. Hon spelade sedan hela sin elitkarriär för IK Bolton i Stockholm.  Efter fyra raka SM-vinster på 1965-1968 hamnade laget under 1970-talet  i skuggan av Stockholmspolisen och vann inga fler SM-guld. Monika Bergman var med i truppen 1967 och 1968 som reservmålvakt. Hur länge sedan Monika Bergman spelade kvar i IK Bolton är okänt men i alla fall hela landslagskarriären.

## Landslagskarriär
Mellan 1968 och 1973 spelade hon 12 ungdomslandskamper för Sverige med tre gjorda mål. De två sista åren 1972-1973 spelade hon för U-22 landslaget. Samtliga 12 ungdomslandskamper spelades i Nordiska mästerskap mot Norge, Danmark och Island (inget finskt deltagande). Hon debuterade i A-landslaget 17 november 1969 mot Nederländerna i en förlust 5-6.
Hon spelade sedan 67 landskamper till 1977 med sista landskampen  i B VM 1977 mot Frankrike 10 december 1977. Enligt handbollboken har hon bara spelat 66 landskamper. Men av landskamperna i den nya statistiken spelades en mot Polens ungdomslandslag den 15 november 1975 och det är tveksamt om det var en officiell landskamp, så den kanske inte räknades i den äldre statistiken. 42 av hennes landskamper, varav 19 landskamper bara under 1977, spelades 1975 till 1977 vilket visar att damlandslaget spelade fler landskamper mot slutet av 1970-talet än tidigare.
1994 efterträdde hon Tomas Ryde som tränare i Spårvägen. Hon var fortsatt tränare i Spårvägen 1996.